# Jugovići (gmina Nevesinje)
Jugovići (cyr. Југовићи) – wieś w Bośni i Hercegowinie, w Republice Serbskiej, w gminie Nevesinje. W 2013 roku liczyła 53 mieszkańców.